# Lökö, Nystad
Lökö (fi. Lyökki eller Pookinmaa) är en ö i tidigare Pyhämaa kommun, numera Nystad i Egentliga Finland. 
På Lökö finns en båk byggd 1757 som är Finlands äldsta båk. Väggarna i den konformiga byggnaden är murade av sten och granitblock som brutits på ön. Nertill är väggarna 2,5 m tjocka. Taket är murat av tegel och täckt av blyplåt. Ursprungligen var den 16,5 m höga båken vit. År 1858 målades den i rött och vitt.
Lökös area är 6,5 hektar och dess största längd är 430 meter i nord-sydlig riktning.